# Lasianthus formosensis
Lasianthus formosensis là một loài thực vật có hoa trong họ Thiến thảo. Loài này được Matsum. mô tả khoa học đầu tiên năm 1901.